# Tandradspoorweg

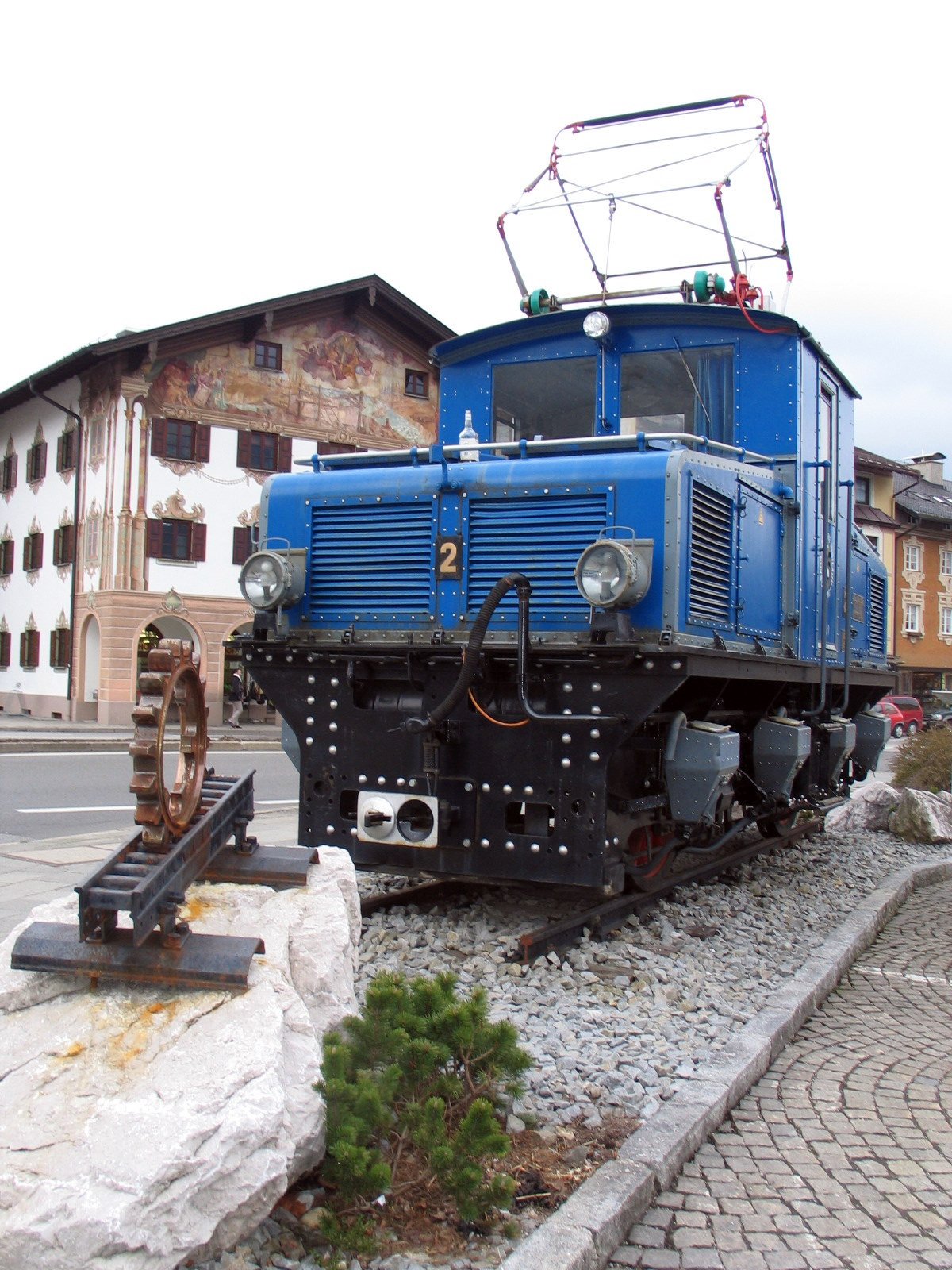
Gipfelstürmer, een locomotief die tussen 1929 en 1990 dienstdeed op de Bayerische Zugspitzbahn

Een tandradspoorweg is een spoorweg met een extra rail in het midden met de vorm van een tandheugel. Een tandradtrein heeft een tandwiel dat in de tanden van de middelste rail grijpt en de trein op deze wijze aandrijft. De hellingpercentages van een tandradspoorweg kunnen dan ook veel groter zijn dan bij een adhesiespoorweg.

## Geschiedenis
Als eerste tandradspoorweg in de wereld wordt de spoorweg van John Blenkinsop uit 1812 in Middleton (bij Leeds) in het Verenigd Koninkrijk gezien.
De eerste tandradspoorweg die gebruikt werd om een berg te beklimmen was de in 1869 geopende Mount Washington Cog Railway naar de top van Mount Washington in de staat New Hampshire in de Verenigde Staten.

## Toepassing
In de Alpen (met name in Zwitserland) komen veel tandradspoorlijnen voor, zoals de Jungfraubahn naar het hoogste treinstation van Europa.
Metrolijn C in Lyon is een voorbeeld van een tandradmetro.

## Tandradsystemen
Er zijn verschillende soorten tandradsystemen. De bekendste zijn Marsh, Abt, Locher, Riggenbach, Strub en fabrikant Von Roll.

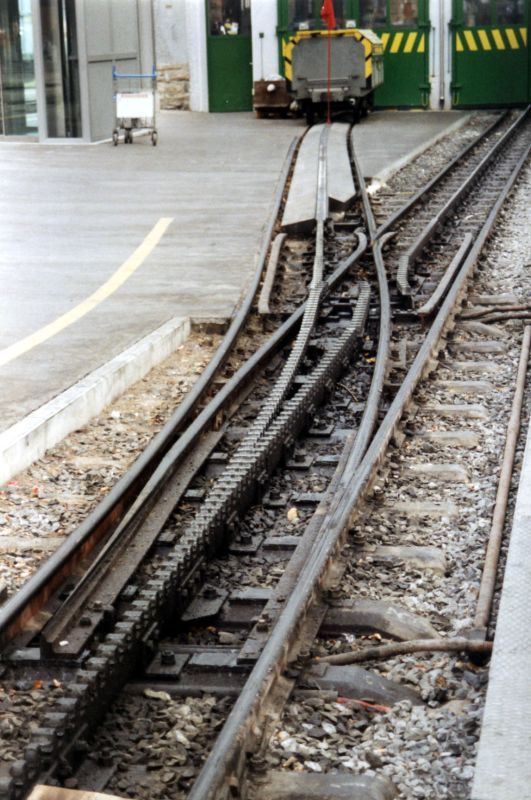
Tandradspoorweg
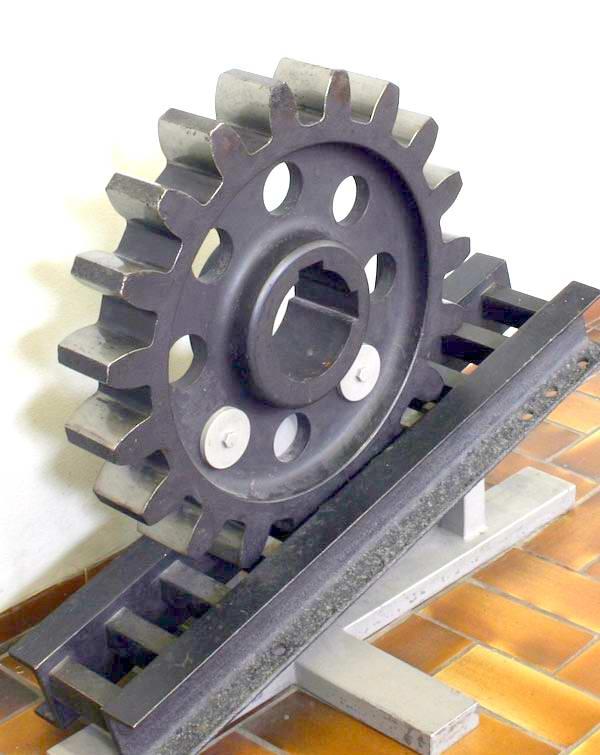
Riggenbach-systeem
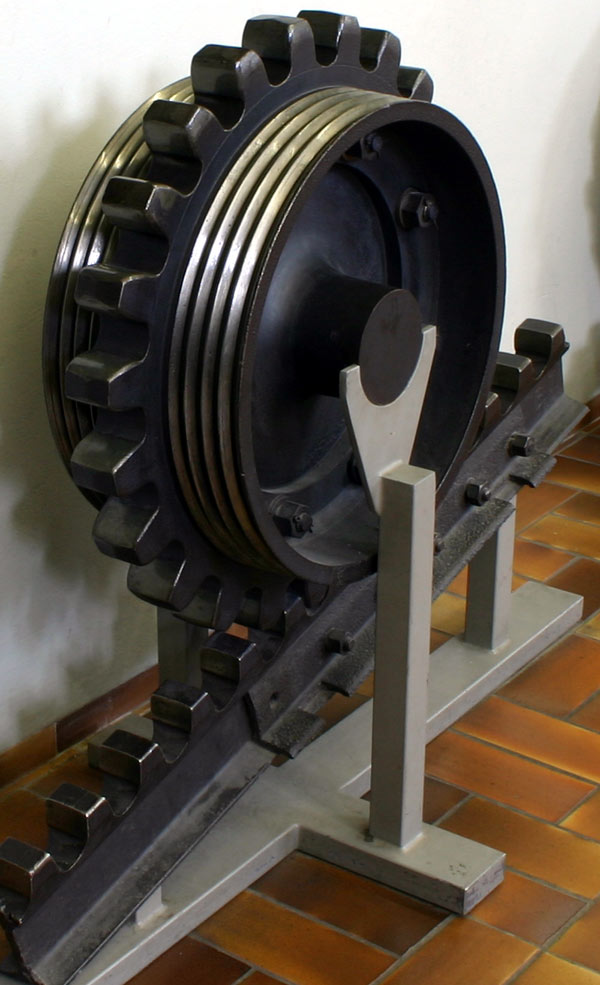
Strub-systeem
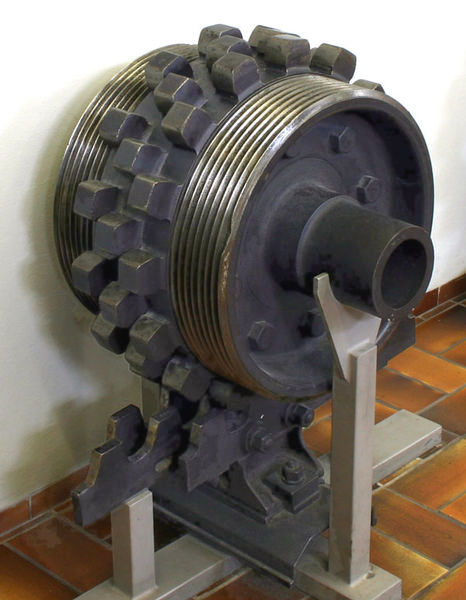
Abt-systeem
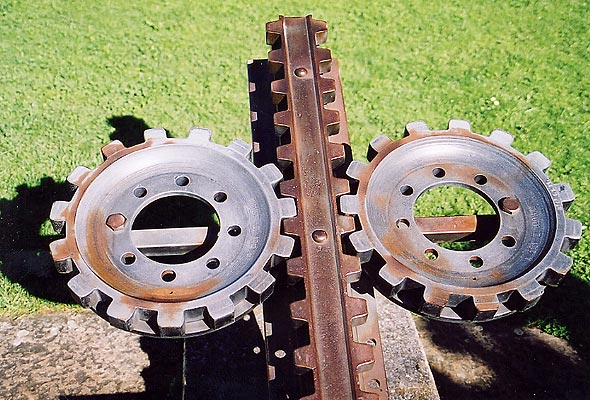
Locher-systeem

Er bestaan zuivere tandradsporen en gemengde sporen.
Bij een zuiver tandradspoor wordt meestal alleen het tandrad door de locomotief aangedreven. Een dergelijk spoor heeft meestal een lengte van hooguit enkele kilometers.
Bij een gemengd spoor zijn alleen de steile delen van een tandheugel voorzien. Op de rest van het spoor rijdt de trein als een normale trein.

### Nieuw ontwikkelde tandradaandrijving

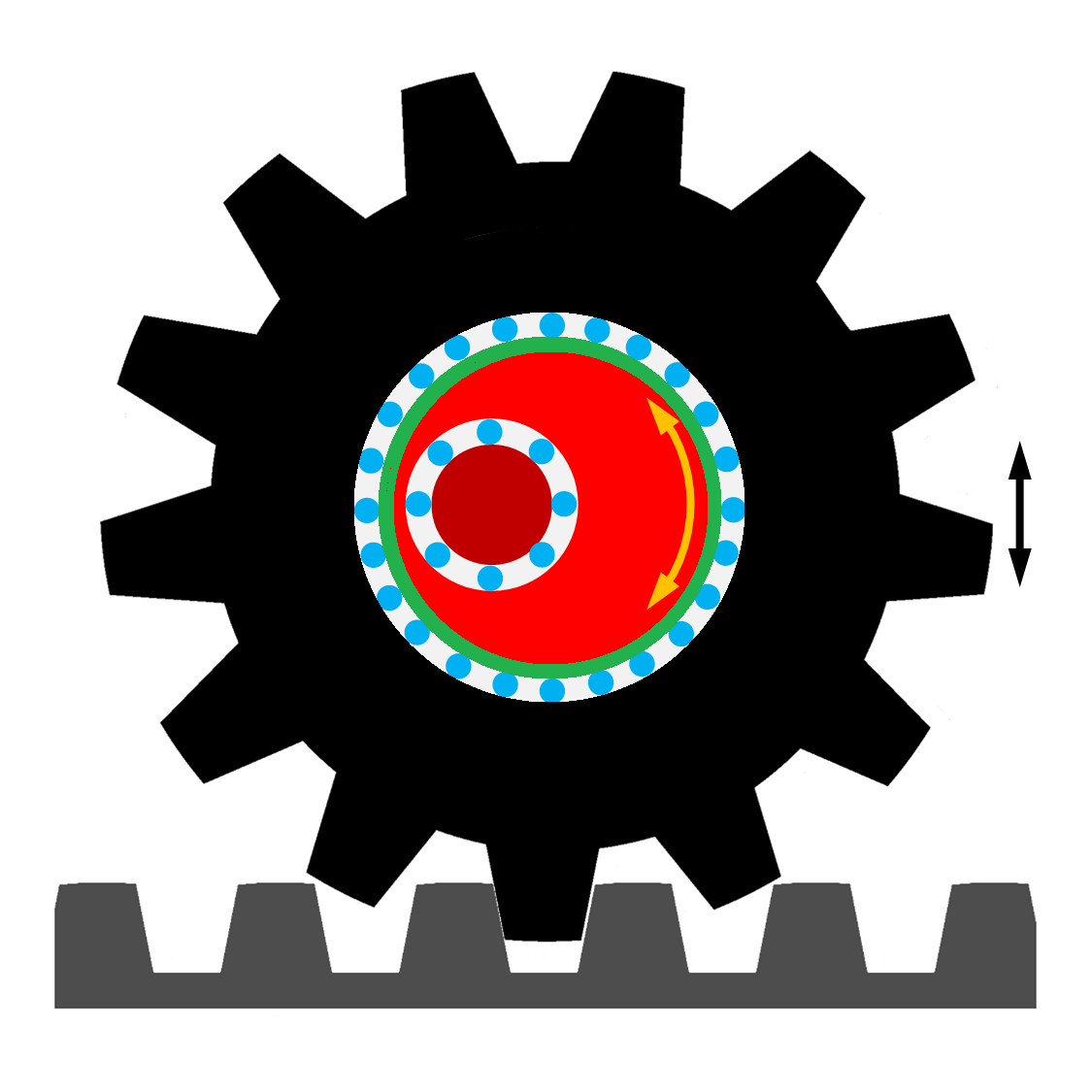
Tandwielaandrijving met excentrische hoogteverstelling

Voor de Zentralbahn-treinstellen van het type ABeh 150 en ABeh 160 en 161 die in 2012 en 2016 zijn geleverd, wordt een nieuw ontwikkelde tandwielaandrijving met een excentrische hoogteverstelling gebruikt, die constructief overeenkomt met een conventionele versnellingsbak met een loopgraaf, zoals bekend uit pure tandwielen. De aandrijving of remwielwielen (zwart) worden niet rechtstreeks op de wielstelas (donkerrood) ondersteund, maar op een bijkomende ingebouwde holle as (rood) die via excentrische schijven met de wielstel worden aangesloten. Door de excentrische schijven te draaien kan de tandenaansluiting op een eenvoudige wijze in zeven stappen van 5 mm volgens de slijtage van het wiel worden aangepast waardoor een wielslijtage van 35 mm in plaats van 12 mm mogelijk is.

### Problemen in een bergspoor
De ketel van een stoomlocomotief moet ongeveer horizontaal staan om goed te kunnen werken. Er zijn daarom wel locomotieven gebouwd waarvan de ketel schuin op het onderstel staat. De ketel staat dan recht als de locomotief op een helling staat.
Het spreekt vanzelf dat zo'n locomotief niet geschikt is voor een vlak spoor, en in principe geldt voor elke stoomlocomotief dat hij alleen kan werken als het spoor overal ongeveer dezelfde helling heeft. Om deze reden werd bij bergsporen, en vooral bij tandradsporen, al gauw gekozen voor elektrische tractie. Bijkomend voordeel is dat in de bergen gemakkelijk elektriciteit kan worden gewonnen uit de vele snelstromende bergrivieren.
Om veiligheidsredenen wordt meestal gereden met de locomotief bergafwaarts van de trein. De locomotief duwt de trein dus omhoog. Soms is de locomotief zelfs niet fysiek aan de trein gekoppeld.

## Tandradbanen

### Argentinië
- Mendoza naar Los Andes (Chili)

### Australië
- Skitube, New South Wales
- Mount Morgan, Queensland
- West Coast Wilderness Railway, Tasmanië

### Brazilië
- Corcovadospoorlijn
- MRS Logística S.A.

### Chili
- Ferrocarill Arcica La Paz, Arica–La Paz
- Ferrocarril Trasandino Los Andes - Mendoza, Los Andes - Mendoza (Argentinië)

### Frankrijk
- Lijn C van de metro van Lyon, de enige metrolijn met een tandradbaan
- Tramway du Mont-Blanc
- Chemin de fer du Montenvers
- Petit train de la Rhune
- Panoramique des Dômes

### Duitsland
- Drachenfelsbahn
- Wendelsteinbahn
- Zahnradbahn, Stuttgart
- Bayerische Zugspitzbahn
- Höllentalbahn, tot 1933
- Hunsrückbahn, tot 1931
- Murgtalbahn, tot 1926
- Rübelandbahn, tot 1920

### Griekenland
- Spoorlijn Diakofto-Kalavryta

### Hongarije
- Fogaskerekű Vasút in Boedapest, Hongarije is een Rack and pinion tram in de stad

### India
- Nilgiri Mountain Railway

### Italië
- Tranvia Sassi-Superga Turijn
- Ferrovia Principe-Granarolo Genua
- Ferrovia Cosenza-Catanzaro Lido (FC)
- Tram van Opicina tot 1928, daarna kabelspoor

### Japan
- Ikawa Line, Oigawa Railway
- Usui Pass

### Libanon
- van Beiroet naar Syrië, spoorwijdte 1050 mm

### Nieuw-Zeeland
- Rimutaka Incline – Fell systeem, 1878 tot 1955 (vervangen door tunnel)

### Noorwegen
- Gaustabanen

### Oostenrijk
- Achenseebahn, Tirol
- Erzbergbahn, Stiermarken
- Schafbergbahn
- Schneebergbahn

### Slowakije
- Štrbské Pleso - Štrba
- Brezno - Tisovec

### Spanje
- Cremallera de Montserrat
- Cremallera de Nuria

### Verenigd Koninkrijk
- Snowdon Mountain Railway

### Verenigde Staten
- Manitou and Pike's Peak Railway
- Mount Washington Cog Railway
- Mt Manitou Scenic Incline Railway

### Zwitserland
- Altstätten-Gais-Bahn (AG), (via SGA, nu AB)
- Chemin de fer Aigle-Leysin (AL, nu TPC)
- Chemin de fer Aigle-Ollon-Monthey-Champéry (AOMC, nu TPC)
- Bergbahn Rheineck-Walzenhausen (RhW, nu AB)
- Berner-Oberland-Bahnen (BOB)
- Chemin de fer Bex-Villars-Bretaye (BVB, nu TPC)
- Brienz-Rothorn-Bahn (BRB)
- Brig-Visp-Zermatt-Bahn (BVZ, nu MGB)
- Brünigbahn Luzern - Interlaken (SBB Brünig, nu ZB)
- Dampfbahn Furka-Bergstrecke (DFB, afgestoten lijn FO, nu toeristisch)
- Dolderbahn (Db)
- Furka-Oberalp-Bahn (FO, nu MGB)
- Gornergratbahn (GGB)
- Jungfraubahn (JB)
- Luzern-Stans-Engelberg-Bahn (LSE, nu ZB)
- Chemin de fer Martigny-Châtelard (MC, nu TMR)
- Matterhorn Gotthard Bahn (MGB, fusie BVZ en FO)
- Ferrovia Monte Generoso (MG)
- Chemin de fer Montreux-Glion en Glion-Rochers-de-Naye (MGl en GN, nu MVR)
- Pilatusbahn (PB)
- Sankt Gallen-Gais-Appenzell-Bahn (SGA, nu AB)
- Rigi-Bahnen (fusie Arth-Rigi-Bahn (ARB) en Vitznau-Rigi-Bahn (VRB))
- Rorschach-Heiden-Bergbahn (RHB, nu AB)
- Schynige Platte-Bahn (SPB, is onderdeel BOB)
- Chemins de fer électriques Veveysans (CEV, nu MVR)
- Wengernalpbahn (WAB)
- Zentralbahn (ZB, fusie SBB Brünig en LSE)